# Csokonai Vitéz Mihály-díj

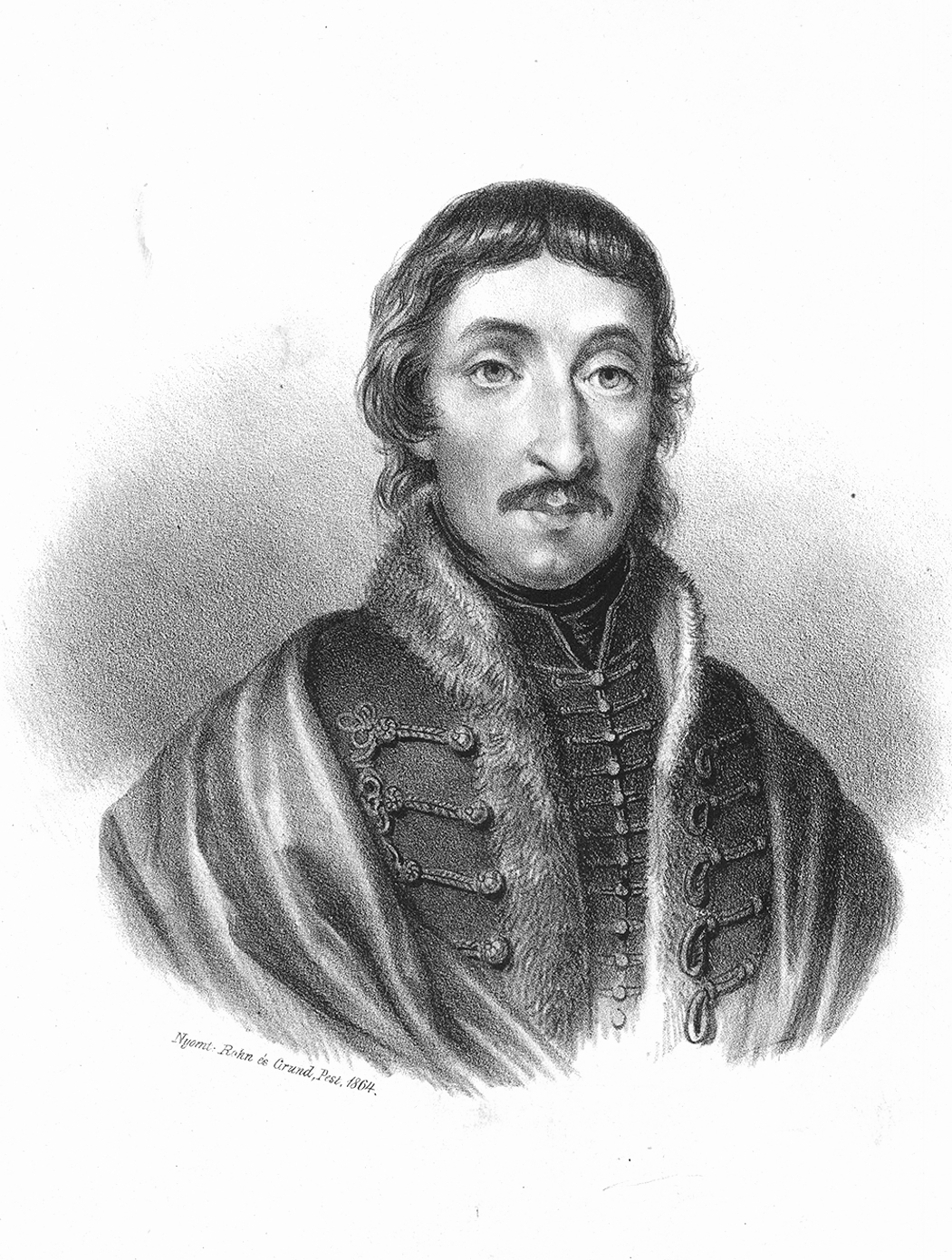
Csokonai Vitéz Mihály

A Csokonai Vitéz Mihály-díj (röviden: Csokonai-díj) a kultúráért felelős miniszter (a továbbiakban: miniszter) által a kulturális ágazatban adományozható közművelődési díj, melyet 2003-ban adtak át első alkalommal. Nem összetévesztendő a hasonló nevű (pl. Debrecen Város Csokonai-díja) díjakkal.
A díj a nem hivatásos, amatőr színjátszás, vers- és prózamondás, bábjátszás, kórus- és zeneművészet, képző-, fotó-, film-, videóművészet, táncművészet, valamint a hagyományőrzés, a tárgyalkotó és előadó népművészet területén elért kimagasló művészeti munka elismerésére; amatőr alkotó- és előadóművész természetes személyek ("alkotói díj"), illetve amatőr alkotó- és előadó-művészeti csoportok ("közösségi díj") részére adományozható.
Az elismerés átadására 2003-2018 között január 22-e, a magyar kultúra napja alkalmából került sor, 2019 óta pedig augusztus 20-a alkalmából adják át.

## Átadható elismerések száma
A díjból a jelenleg hatályban lévő jogszabály alapján, 2016 óta évente legfeljebb három adományozható:
- amatőr alkotó- és előadóművész természetes személyek kategóriában legfeljebb egy;
- amatőr alkotó- és előadó-művészeti csoportok kategóriában legfeljebb kettő.

## Emlékérem, pénzjutalom
A díjazott emlékérmet és az adományozást igazoló oklevelet kap. Az emlékérem kerek alakú, bronzból készült, átmérője 80 mm, vastagsága 8 mm. Az emlékérem Péterffy László szobrászművész alkotása, egyoldalas, Csokonai Vitéz Mihály arcképét ábrázolja, és azon a „CSOKONAI VITÉZ MIHÁLY-DÍJ” felirat található.
A díjhoz pénzjutalom jár, melynek számítási alapja a köztisztviselői illetményalap. A pénzjutalom mértékét a díj adományozásának időpontjában irányadó, a központi költségvetésről szóló törvényben meghatározott köztisztviselői illetményalap (a továbbiakban: illetményalap) alapján kell kiszámítani.
A díjjal járó pénzjutalom mértéke a jelenleg hatályban lévő jogszabály alapján:
- amatőr alkotó- és előadóművész természetes személyek kategóriában a illetményalap tizenkétszeresének megfelelő összeg;
- amatőr alkotó- és előadó-művészeti csoportok kategóriában legfeljebb az illetményalap hússzorosának megfelelő összeg.

## Javaslattétel módja
Csokonai-díj adományozását – a díj adományozását szabályozó hatályos rendelet eltérő rendelkezése hiányában – az adományozási alkalmat legalább 3 naptári hónappal megelőzően (augusztus 20-ai díjátadás esetében május 20-ig), a jelölt életútjának, illetve tevékenységének rövid ismertetését tartalmazó indokolással, bárki – különösen szakmai szervezet vagy korábbi díjazott – kezdeményezheti a miniszternél a minisztérium honlapján közzétett formanyomtatványon. A határidő után beérkezett kezdeményezést a soron következő adományozási alkalomnál lehet értékelni.
Csokonai-díj adományozását önmaga, továbbá a Polgári Törvénykönyvről szóló 2013. évi V. törvény 8:1. § (1) bekezdés 1. pontja szerinti közeli hozzátartozója számára – e rendelet eltérő rendelkezése hiányában – senki nem kezdeményezheti.

A dokumentumokat elektronikus úton, beszkennelve a kozmuvelodes@kim.gov.hu e-mail címre, vagy postai úton, az alábbi címre szükséges megküldeni:
Kulturális és Innovációs Minisztérium
Kultúráért Felelős Államtitkárság
Közösségi Művelődési Főosztály
1055 Budapest, Szalay utca 10-14.
A Csokonai-díj adományozására javaslatot tevő bizottság (Csokonai Vitéz Mihály-díjbizottság) tagjait a miniszter – az érintett szakmai szervezetek javaslatait mérlegelve – négy évre kéri fel. A bizottság a kezdeményezések beérkezésére nyitva álló határidő lejártát követő egy hónapon belül ülésezik.
A beérkezett kezdeményezések alapján a miniszter által felkért személyekből álló bizottság, a Magyar Művészeti Akadémia elnöke, valamint a miniszter által normatív utasításban megjelölt személy tesz a díjazottakra javaslatot.
A díj adományozásáról a miniszter legkésőbb az adományozási alkalmat 3 héttel megelőzően dönt.

## Díjazottak

### 2024[1]
- Ifj. Mlinár Pál, a békéscsabai Viharsarok Táncszínház művészeti vezetője
- Körösparti Vasutas Koncert Fúvószenekar
- Vasvári Játékszín Egyesület

### 2023[2]
- Lőrincz Zsuzsánna, az Artera Alapítvány elnöke
- Alba Regia Táncegyüttes
- Pápa Város Fúvószenekara

### 2022[3]
- Wiegmann Alfréd nyugalmazott rendező, szerkesztő
- Gömöri Kézművesek Társulása
- Tisza Táncegyüttes Művészeti Egyesület

### 2021[4]
- Fajcsi Ferenc, a Forrás Színház művészeti szervezője
- Budapesti Lantos Kórus
- Somogy Táncegyüttes

### 2020[5]
- Juhászné Antal Gabriella nyugdíjas pedagógus
- Bogyiszlói Zenekar (tagok: Mihalovics Zsolt, Bartha Zalán, Orsós Zoltán, Kovács Ferenc, Orsós Tibor, Debreceni István, Kovács Pál)
- Kincsásó Egyesület

### 2019[6]
Az emberi erőforrások minisztere által adományozható elismerésekről szóló 26/2016. (IX. 8.) EMMI rendelet 17.§ (2) bekezdése alapján a 2019. évben az adományozható díjak számának legfeljebb a kétszerese adományozható.

#### Alkotói díj
- Bimbó Zoltán, az Egri Kulturális és Művészeti Központ nyugalmazott kulturális programszervezője
- Frigyesi Tibor, az Eötvös Loránd Tudományegyetem Tanító- és Óvóképző Kar Ének-zenei tanszék művésztanára

Közösségi díj
- Forrás Népdalkör és Citeraegyüttes
- Jász-Nagykun-Szolnok Megyei Népművészeti Egyesület
- Novaji Hagyományőrző Egyesület (Novaji Asszonykórus)
- Vox Humana Énekkar

### 2018[7]

#### Alkotói díj
- Wenczel Imre drámapedagógus

#### Közösségi díj
- Andor Ilona Baráti Társaság Kodály Kórusa Egyesület
- Művelődés Háza Kamarakórusa (Sárospatak)

### 2017[8]

#### Alkotói díj
- Boros Lídia Erzsébet népdalénekes

#### Közösségi díj
- Hajdú Bihar Megyei Népművészeti Egyesület
- Janus Egyetemi Színház (Pécs)

### 2016[9]

#### Alkotói díj
- Dr. Márkus Miklósné (Nater-Nád Klára) zenetanár, a Tankönyvkiadó Vállalat ny. szerkesztője, a Bárdos Lajos Társaság főtitkára, a KÓTA sajtóbizottságának elnöke, a Magyar Kodály Társaság vezetőségi tagja, 1994 óta a Magyar Kodály Társaság hírei c. periodika főszerkesztő, újságíró
- Tündik Tamás okleveles néptáncoktató, koreográfus, a Gyepük Népe Alapítvány vezetője,  a budapesti Domokos Pál Péter Általános Iskola általános iskolai tanára

#### Közösségi díj
- Hévízgyörki Asszonykórus Népművészeti Egyesület
- Jász-Nagykun-Szolnok Megyei Karnagyok Kamarakórusa Egyesület
- Sióagárdi Fecske Bábcsoport

### 2015[10]

#### Alkotói díj
- Szűcsné Molnár Erzsébet, a szegedi Gábor Dénes Műszaki és Környezetvédelmi Középiskola és Szakiskola tanára
- Demarcsek György, a nyíregyházi Vásárhelyi László Alapfokú Művészeti Iskola igazgatóhelyettese

#### Közösségi díj
- Ascher Oszkár Színház
- Bogácsi Pávakör
- Gencsapáti Hagyományőrző Táncegyüttes

### 2014[11]

#### Alkotói díj
- Kocsán László hagyományőrző, néptáncoktató
- Török László, a szabadszállási Baksay Sándor Református Gimnázium és Általános Iskola tanára

#### Közösségi díj
- Kartali Asszonykórus
- Forrás Néptáncegyüttes (Százhalombatta)
- Vass Lajos Kórus

### 2013

#### Alkotói díj
- Tóth Sándor fafaragó
- Bagossy László drámatanár, rendező

#### Közösségi díj
- Cantus Agriensis Kulturális Egyesület (Eger)
- Jászság Népi Együttes
- Tamási Koncert-Fúvószenekar

### 2012

#### Alkotói díj
- Buna Konstantin Sándor művészetpedagógus, festőművész
- Kocsor Imréné kosárfonó, a Népművészet Mestere
- Kaposi László drámatanár, rendező
- Molnárné Forray Marianna, a Diósgyőri Kézműves Alkotóház igazgatója, népi iparművész
- Turcsánné Horváth Annamária, a Kincső Néptáncegyüttes vezetője, táncpedagógus
- Váradi Gábor szabadfoglalkozású festőművész
- Fehér Jánosné népi iparművész, viseletkészítő, a Népművészet Mestere

#### Közösségi díj
- Osonó Színházműhely (Sepsiszentgyörgy)
- Vidróczki Néptáncegyüttes
- Óbudai Kamarakórus
- Bakony Fotóklub
- Holló László Képzőművész Kör

### 2011

#### Alkotói díj
- Bedőné Bakki Katalin karnagy
- Csuporné Angyal Zsuzsanna fazekas népi iparművész
- Holb Ibolya táncpedagógus, táncos
- Kalmár János színjáték- és drámatanár
- Kovács Andrásné színjátszó rendező
- Láng Tibor fotóművész
- Scultéty Erzsébet képzőművész

#### Közösségi díj
- Budapesti Monteverdi Kórus
- Csabai Színistúdió
- Kisgyőri Népdalkör
- Komárom-Esztergom Megyei Népművészeti Egyesület
- Kármán József Színház (Losonc)

### 2010[12]

#### Alkotói díj
- Bálványos Huba, grafikusművész
- Homoga József, fotóművész
- Jancsó Sarolta, színész, drámapedagógus
- Monoki Lajos, karnagy, a Zákányszéki Parasztkórus vezetője
- Schneider Imréné, hímző népi iparművész
- Szűcs Gábor, a Jászság Népi Együttes művészeti vezetője, koreográfus
- Tillai Aurél karnagy, zenepedagógus[13]

#### Közösségi díj
- BAK Képző- és Iparművészeti Egyesület
- Balassagyarmati Dalegylet
- Komlói Hímző Szakkör[13]
- Nyírség Táncegyesület
- Táborfalvi Közművelődési és Népzenei Egyesület

### 2009[14]

#### Alkotói díj
- Dr. Barsi Ernő néprajz- és népzenekutató
- Bazsó Imre fotóművész
- Kiss László versmondó
- Kovácsné Lapu Mária színjátszó
- Lemle Zoltán kórusvezető
- Lovászné Juhász Rita népművész
- Schéffer Anna iparművész

#### Közösségi díj
- Debreceni Hajdú Táncegyüttes
- Diósgyőri Vasas Fotóművészeti Kör
- Hevesi Népművészeti és Háziipari Szövetkezet
- Litéri Zöldág Táncegyüttes
- Miskolci Bartók Kórus

### 2008[15]
Alkotói díj
- Bácskai Mihály, a szentesi Horváth Mihály Gimnázium nyugalmazott igazgatója, középiskolai tanár, a magyarországi diák színjátszás meghatározó szakembere
- Bárdi Margit, a nyíregyházi Mesekert Bábszínház bábtervezőjének, bábrendezője és bábjátékoktatója, az országos bábmozgalomban végzett kiemelkedő tevékenységéért
- Benkő Zsófia, a Fővárosi Művelődési Ház közművelődési életében és az országos versenytánc mozgalomban betöltött több mint 30 éve tartó magas színvonalú szakmai tevékenységéért,
- Héra Éva, a Muharay Elemér Népművészeti Szövetségben és a Folklór Fesztiválok Magyarországi Szövetségében végzett hagyományőrző és szellemi kulturális örökségünket védő magas szintű hazai és nemzetközi tevékenységéért,
- Kozma László, népzenész és zenepedagógus, Dunaszegen illetve az egész országban végzett meghatározó művészi nevelőmunkájáért és néphagyományokat gyűjtő tevékenységéért
- Molnár Ferenc, több mint három évtizedes magas színvonalú hazai és nemzetközi elismeréseket kiváltó fotóművészeti alkotói tevékenységéért,
- Soltészné Lédeczi Judit, a ceglédi Kossuth Lajos Gimnázium Leánykar karvezetőjének a magyar zene szolgálatában végzett kimagasló művészi munkájáért, az amatőr kórusművészetben elért hazai és nemzetközi eredményeiért

Közösségi díj
- Bartina Táncegyüttes és utánpótlás csoportja, jelentős hazai és külföldi fesztiválokon elért eredményeiért, utánpótlás nevelő tevékenységükét
- Budakeszi Kompánia Színházi Műhely Alapítvány, az alternatív színjátszás meghatározó stílusteremtő és színházi nevelő műhely munkájáért, példamutató nemzetközi együttműködéseikért
- Duna-Tisza közi Népművészeti Egyesület, a több mint negyedszázados népművészeti és népi iparművészeti hagyományt őrző és továbbfejlesztő tevékenységéért
- a 60 éve alapított ELTE Bartók Béla Énekkar és az 50 éve alapított Egyetemi Koncertzenekar, közösségteremtő tevékenységéért, a magyar zeneművészet fejlesztésében és külföldi megismertetésében végzett kimagasló művészi munkájukért

### 2007[16]
Alkotói díj
- Báron László bábművész, a kecskeméti Ciróka Bábcsoport művészeti vezetője, nyugalmazott főiskolai docens
- Borsos István képző- és iparművész, a püspökladányi gimnázium nyugalmazott igazgatója
- Durányik László karnagy, a kecskeméti Kodály Iskola karnagy-tanára
- Keserű Imre a diákszínjátszás tagozatvezetője, a budapesti Keleti István Alapfokú Művészetoktatási Iskola és Művészeti Szakközépiskola és a szentesi Horváth Mihály Gimnázium tanára
- Novák Zsuzsanna koreográfus, a budapesti Supernova Táncegyüttes, Promontor Tánc-sportklub művészeti vezetője
- Szabadi Mihály koreográfus, táncgyűjtő, a sióagárdi együttes-vezető koreográfusa
- Szathmáry-Király Ádám fotóművész, a kazincbarcikai Polgármesteri Hivatal vezető főtanácsosa

Közösségi díj
- Bartók Béla Férfikar (Pécs), vezetője: Dr. Lakner Tamás
- Bokréta Néptáncegyüttes (Szany), vezetője: Töreki Imre
- Fotóklub Egyesület (Sopron), vezetője: Folcz Tóbiás
- Szivárvány Citerazenekar (Mezőtúr), vezetője: Csider István
- Zala Megyei Népművészeti Egyesület, vezetője: Skabut Éva

### 2006

#### Alkotói díj
- Balázs Józsefné
- Bánszky Pál művészettörténész
- Burai István festő, grafikus
- Guttmann Mihály karnagy
- Juhász Miklós fotóművész
- Kis Tibor
- Leszkovszky Albin
- Mlinár Pál

#### Közösségi díj
- Budafok-Tétény Mészáros László Képzőművészeti Egyesület
- Győri Előadóművész Stúdió
- MÁV Szolnoki Járműjavító Férfikara
- Soltis Lajos Színház (Celldömölk)
- Szinvavölgyi Néptáncegyüttes (Miskolc)

### 2005

#### Alkotói díj
- dr. Buglya Sándor filmművész (Budapest)
- Gerenday Endre karnagy, tanár (Budapest)
- Harsányiné Szöllősi Ágnes táncművész (Budapest)
- Koday László képző és iparművész (Monor)
- Szabó László népzenész (Tarpa)
- Dr. Sződy Szilárd tanár, rendező, dramaturg (Budapest)
- Várhidi Attila színjátszó-rendező (Debrecen)

#### Közösségi díj
- Bányász Képzőművészet Kör (Tatabánya)
- Bihari János Táncegyüttes (Budapest)
- Budai Táncklub (Budapest)
- Fapihe Gyermekszínjátszó Csoport (Bag)
- Magnificat Gyermekkar (Budapest)

### 2004

#### Alkotói díj
- Hegedűs József tószegi fafaragó, országosan és külföldön is elismert alkotói és közösségi munkásságáért
- Mözsi-Szabó István tolnai festőművész, művésztanár, képzőművészeti és pedagógiai munkásságáért, különös tekintettel a Fóti Gyermekvárosban folytatott elhivatott művészeti nevelő tevékenységéért
- dr. Kardos László, debreceni előadó népművész, az amatőr néptáncművészet területén 1953 óta végzett kiemelkedő színvonalú és eredményes tudományos, koreográfusi és együttes vezetői tevékenységéért
- Krekity Olga szabadkai vers- és prózamondó, a Vajdaságban, a magyar nyelv és a magyar kultúra megőrzéséért, versmondó generációk neveléséért végzett áldozatos munkájáért
- Szakall Judit budapesti drámapedagógus, a magyarországi művészeti nevelés, a gyermek- és diákszínjátszás, a drámapedagógia területén végzett több évtizedes kiemelkedő alkotó munkájáért
- Séd Teréz budapesti képzőművész és bábpedagógus, az 1960-as évektől napjainkig végzett, különlegesen értékes művészeti és elhivatott pedagógusi tevékenységéért
- Vajna Katalin szolnoki karvezető, zenepedagógus, a magyar kórusművészet fejlesztésében, az utánpótlás nevelésében végzett magas színvonalú és eredményes tevékenységéért

#### Közösségi díj
- Budapest Főváros Bartók Táncegyüttes, a fennállásának 45. évfordulóját ünneplő együttes magas színvonalú, az amatőr néptáncművészet területén folytatott magas színvonalú tevékenységéért, kiváló hazai és külföldi szerepléseiért
- Kölcsey Ferenc Megyei Közművelődési Intézet (Debrecen) szövőműhelye, a 25. éves fennállását ünneplő, országosan és nemzetközi szinten is elismert alkotó csoportnak a népi szövés hagyományainak megőrzéséért és továbbfejlesztéséért végzett munkája elismeréseképpen
- Miskolci Ködmön Formációs Táncegyüttes, a 25 éve sikeresen működő, magyar, európai és világversenyeken kiválóan szereplő együttes magas színvonalú táncművészeti tevékenységéért
- Kodály Zoltán Magyar Kórusiskola (Budapest) Jubilate lánykara, a hazai és nemzetközi kórusversenyeken elért kimagasló sikereiért, példaértékű zeneművészeti tevékenységéért, a magyar zenekultúra külföldi megismertetése érdekében kifejtett értékes tevékenységéért
- Szélkiáltó együttes (Pécs), a 30 éve alakult, a magyar és a világirodalom klasszikus és kortárs költőinek, az együttes tagjainak zenéjével előadott, versei magas színvonalú, itthon és külföldön egyaránt elismert megszólaltatásáért

### 2003

#### Alkotói díj
- Botos József, az Alba Regia Táncegyüttes művészeti vezetője, koreográfus, a Királyi Napok nemzetközi néptáncfesztivál igazgatója és a székesfehérvári Táncház Igazgatója, Székesfehérvár Díszpolgára
- Debreczeni Tibor drámapedagógus, a magyarországi amatőr színjátszás jelentős szervezője, a Magyar Művelődési Intézet nyugalmazott főosztályvezetője
- Czabán György filmrendező, újságíró
- Gabnai Katalin drámapedagógus, kritikus, a Színház- és Filmművészeti Egyetem tanára
- Pataki József képzőművész tanár,
- Tám László fotóművész és
- Vízvári László bábművész, pedagógus

#### Közösségi díj
- Muharay Elemér Népi Együttes (Bag), hagyományőrző tevékenységéért
- Veszprém Város Vegyeskara, kimagasló kórusművészeti tevékenységéért
- Ferrum Színházi Társaság (Szombathely), az amatőr színjátszásban elért eredményeiért
- Békés Megyei Népművészeti Egyesület, a tárgyalkotó népművészet ápolásáért és átörökítéséért
- Pécsi Vasutas Koncertfúvós Zenekar, színvonalas zeneművészeti tevékenységéért